# Poccho
Poccho (gruz. ფოცხო) – wieś w Gruzji, w regionie Megrelia-Górna Swanetia, w gminie Senaki. W 2014 roku liczyła 776 mieszkańców.

## Urodzeni
- Samson Mamulija